# Os plat
Les os plats sont des os dont la largeur et la longueur sont beaucoup plus importantes que son épaisseur. Ils présentent deux faces et un nombre variable de bords.

## Structure

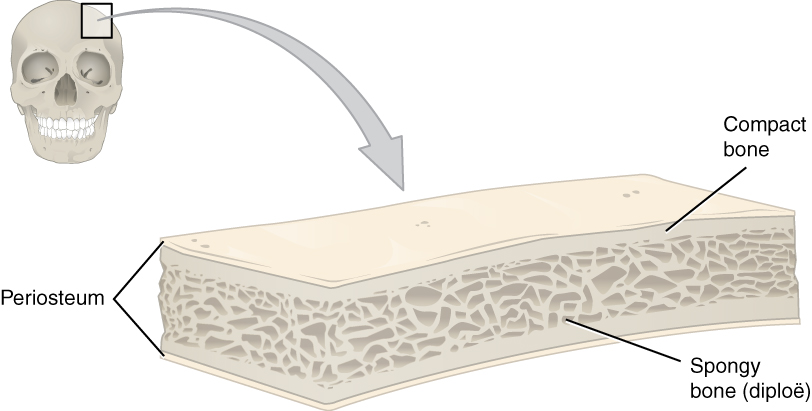
Structure d'un os plat avec la diploë entouré d'os compact (compact bone).

Les os plats sont constitués de deux couches d'os cortical enfermant de l'os spongieux plus ou moins épais.
Les travées de l'os spongieux contiennent de la moelle osseuse rouge.
Pour les os plats de la voûte crânienne, les deux lames d'os cortical sont parfois nommées table externe et table interne. Leur couche d'os spongieux est nommée diploë.

## Os plats humains
Le squelette humain possèdent les os plats suivants :
- l'os occipital,
- l'os frontal,
- les os pariétaux,
- les os nasaux,
- les os lacrymaux,
- le vomer,
- les scapulas,
- le sternum,
- les côtes,
- l'os coxal.

## Anatomie fonctionnelle
Les os plats ont pour fonction principale soit une protection étendue, soit permettre de larges surfaces d'insertions musculaires.
Chez un adulte, la plupart des globules rouges se forment dans les os plats.

## Embryologie
L'os coxal, les scapulas, le sternum et les côtes sont des os endochondraux.
Les os plats crâniens sont des os membraneux.